# Омихатиман
Омихатиман (яп. 近江八幡市 О:михатиман-си) — город в Японии, находящийся в префектуре Сига. Площадь города составляет 177,39 км², население — 82 363 человека (1 июля 2014), плотность населения — 464,30 чел./км².

## Географическое положение
Город расположен на острове Хонсю в префектуре Сига региона Кинки. С ним граничат города Хигасиоми, Ясу и посёлок Рюо.

## Население
Население города составляет 82 363 человека (1 июля 2014), а плотность — 464,30 чел./км². Изменение численности населения с 1980 по 2005 годы:
| 1980 | 70 772 чел. |  |
| 1985 | 74 617 чел. |  |
| 1990 | 77 730 чел. |  |
| 1995 | 79 488 чел. |  |
| 2000 | 80 669 чел. |  |
| 2005 | 80 610 чел. |  |

## Символика
Деревом города считается рододендрон, цветком — шалфей сверкающий.

## Люди, связанные с городом
- Кота Аоки, футболист.

- Такаси Инуи, футболист.

- Татсуо Кавабата, политик.

- Мику Танабэ, бывшая участница джей-поп группы AKB48.

- Казуо Матсуи, актриса.

- Rorochan_1999, стример[6][7], печально известная своей последней трансляцией, на которой она совершила суицид.[8][9][10]